# 比澤岩
66°49′S 141°24′E / 66.817°S 141.400°E
比澤岩（Bizeux Rock），是南極洲的岩石，位於阿黛利地的馬熱里角東北面，長0.2公里，處於曼肖特島以東0.1海里，在1950年由法國探險隊繪入地圖和命名，現時由南極條約體系管理。